# Le Canarien

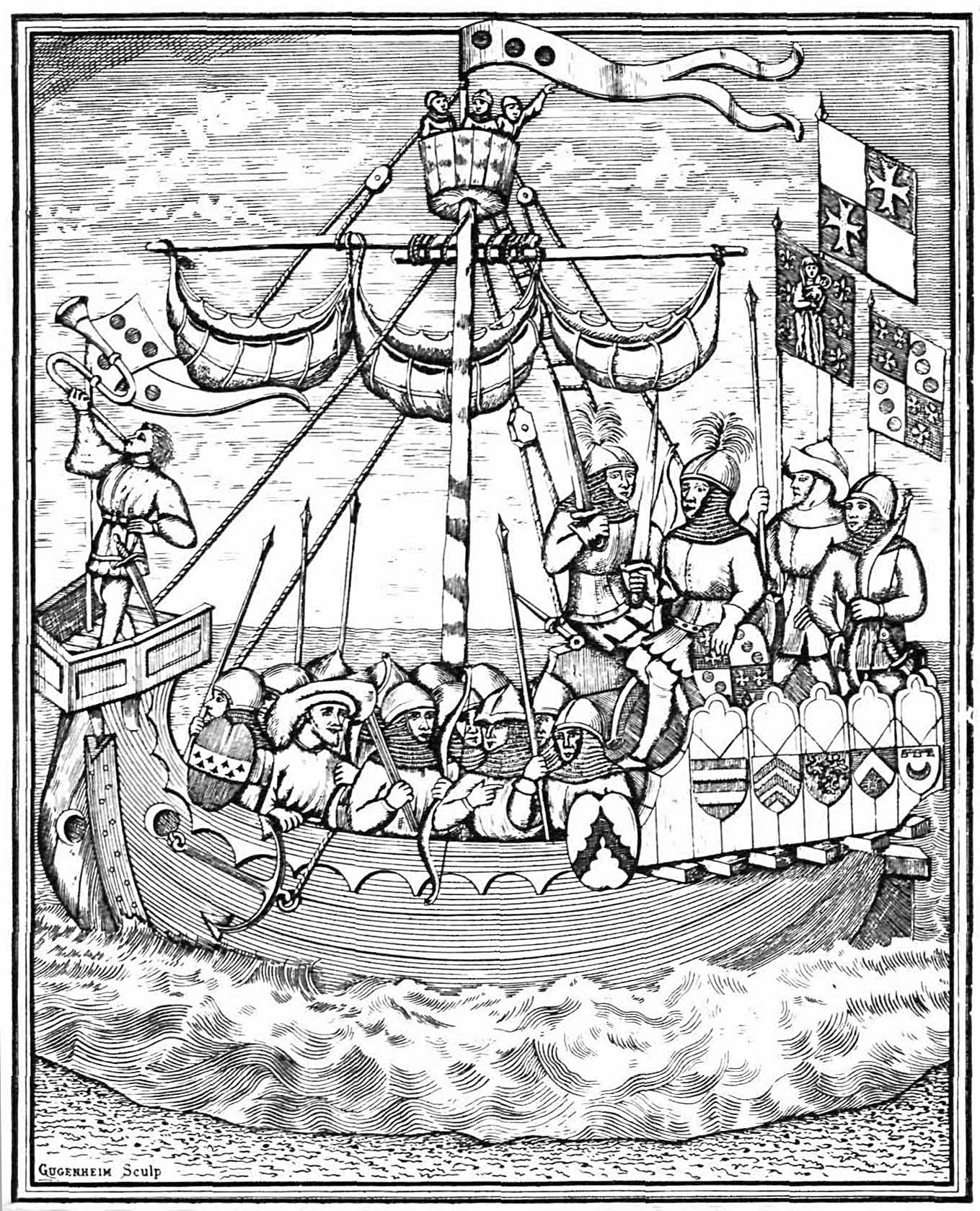
Gravat de l'expedició de Jean de Bethencourt i Gadifer de la Salle a l'Illa de Lanzarote

Le Canarien és la crònica i diari de campanya de l'expedició normanda de 1402 a l'illa de Lanzarote, escrita pel franciscà Pierre Bontier i Jean Le Verrier, capellans domèstics dels capitans Jean de Bethencourt i Gadifer de la Salle. El document és la primera documentació escrita sobre la conquesta de Canàries i l'única informació disponible sobre la manera de vida dels nadius de Lanzarote i Fuerteventura a l'arribada dels primers conquistadors.
Es coneixen dues versions del relat: el còdex Egerton 2709 existent en el Museu Britànic de Londres, i el còdex Montruffet de la biblioteca de Rouen, França. El primer d'ells va ser escrit per Verrier i Bontier i modificat després per Gadifer de la Salle, i defensa a aquest últim com responsable de la conquesta. El còdex Motruffet va ser reescrit per un nebot de Jean de Bethencourt i presenta una versió distinta dels fets, atribuint a Bethencourt l'autoria de l'expedició. L'edició moderna de l'obra es deu a Elías Serra i Alejandro Cioranescu (La Laguna, Institut d'Estudis Canaris, Fontes rerum Canariarum, VIII, IX i XI, 1959-1965).